# Eddie Tower
Eddie Tower (eigentlich Émile Deltour, * 1899 in Lüttich; † 1956 in Brüssel) war ein belgischer Jazzgeiger, Komponist, Arrangeur und Bandleader der Swingära.

## Leben und Wirken
Deltour studierte am Königlichen Konservatorium in Lüttich. Zunächst Musik in Blechbläser-Ensembles, brachte ihn die Begegnung mit Fud Candrix und Gus Deloof zum Jazz. 1929 entstanden erste Aufnahmen mit der Bigband von Charles „Chas“ Remue. Ab Ende der 1930er-Jahre spielte er bei Jean Steurs et son Grand Orchestre de Danse, unter dem Pseudonym Eddie Tower bei Stan Brenders und leitete eine eigene Band, mit der er in Brüssel während des Zweiten Weltkriegs für Teldec und Telefunken eine Reihe von Instrumental- und Gesangsnummern einspielte. Sein Repertoire bestand aus Jazzstandards der Zeit wie There’ll Be Some Changes Made, Exactly Like You, Limehouse Blues, Stompin’ at the Savoy, Begin the Beguine bis hin zu Tagesschlagern für den deutschsprachigen Markt wie Wenn man denkt es ist soweit. Eddie Tower, Fud Candrix, Jean Omer und Stan Brenders gehörten zu den belgischen Bandleadern, die mit den deutschen Besatzern kooperierten und daher Auftrittsmöglichkeiten in den Städten Brüssel, Antwerpen und auch im Deutschen Reich hatten.
Unter seinem eigentlichen Namen Emile Deltour war er künstlerischer Leiter der belgischen Dependance des Decca-Labels; er leitete ein Decca-Studioorchester, das zumeist Vokalisten wie Edith Piaf, Maurice Chevalier, Lucienne Boyer, Léo Marjane, Les Sœurs Etienne, Fernandel, ferner Guy Berry, Nicole Chanly, Lise Coliny, Freddy Daniel, Harry Dressel, La Estarella, Jetty Gitari, Gita Ranelli, Tohama, Willy Vervoort und Jan de Vries begleitete. 1956 erschien das Studioalbum Continental Merry-Go-Round im Easy Listening Stil. Im Bereich des Jazz war er zwischen 1929 und 1946 an 41 Aufnahmesessions beteiligt, zuletzt mit dem Sänger Johnny De Croon (On the Atchison, Topeka and Santa Fe). Deltour schrieb auch mehrere Orchesterwerke und Operetten wie Polka for Strings, Fiddles and Bows und Cora sowie zwei Jazz-Konzerte für Geige bzw. Harfe (Concertino in Jazz for Harp and Orchestra).